# Europapokal der Pokalsieger (Handball) 2006/07
Am EHF-Europapokal der Pokalsieger 2006/07 nahmen 40 Handball-Vereinsmannschaften teil, die sich in der vorangegangenen Saison in ihren Heimatländern im Pokalwettbewerb für den Wettbewerb qualifizieren konnten oder aus der Champions League 06/07 ausgeschieden waren. Es war die 32. Austragung des Pokalsiegerwettbewerbs. Die Pokalspiele begannen am 2. September 2006, das Rückrundenfinale fand am 29. April 2007 statt. Titelverteidiger des EHF-Europapokal der Pokalsieger war der russische Verein Medwedi Tschechow. Der Titelgewinner in der Saison war der deutsche Verein HSV Hamburg.

## 1. Runde
Es nahmen sechs Teams teil, die sich vorher für den Wettbewerb qualifiziert haben.

Die Hinspiele fanden am 2./9. September 2006 statt. Die Rückspiele fanden am 10. September 2006 statt.
|                    | Gesamt  |                           | Hinspiel          | Rückspiel         |
| ------------------ | ------- | ------------------------- | ----------------- | ----------------- |
| HB Esch            | 70 : 57 | DINHK Baku                | 41 : 32 (18 : 15) | 29 : 25 (14 : 12) |
| KH Kosovo Vushtrri | 37 : 74 | Youth Union SPE Strovolos | 20 : 34 (13 : 17) | 17 : 40 (05 : 22) |
| 1.MHK Kosice       | 62 : 54 | PGU Tiraspol              | 30 : 26 (13 : 12) | 32 : 28 (16 : 13) |

## 2. Runde
Es nahmen die 3 Sieger der 1. Runde und weiter 23 Teams, die sich vorher für den Wettbewerb qualifiziert haben, teil.

Die Hinspiele fanden am 30. September und 1./7. Oktober 2006 statt. Die Rückspiele fanden am 7./8. Oktober 2006 statt.
|                           | Gesamt    |                           | Hinspiel          | Rückspiel         |
| ------------------------- | --------- | ------------------------- | ----------------- | ----------------- |
| Lugi HF Lund              | 61 : 65   | Bologna HB                | 31 : 30 (16 : 15) | 30 : 35 (14 : 15) |
| Sporting Lissabon         | 64 : 44   | Youth Union SPE Strovolos | 33 : 20 (19 : 11) | 31 : 24 (20 : 14) |
| RK Agram Medvescak Zagreb | 58 : 57   | UMF Stjarnan              | 36 : 29 (21 : 11) | 22 : 28 (10 : 14) |
| A.C. PAOK Thessaloniki    | 58 : 77   | HC Vardar Skopje          | 29 : 34 (17 : 16) | 29 : 43 (14 : 23) |
| KS Vive Kielce            | *51 : 51* | ZTR Zaporozhye            | 33 : 28 (18 : 18) | 18 : 23 (05 : 10) |
| HC Kehra                  | 60 : 63   | Haslum HK                 | 32 : 31 (16 : 15) | 28 : 32 (14 : 16) |
| Komioi BSK Fütöerömü      | 47 : 58   | Bjerringbro-Silkeborg A/S | 23 : 23 (10 : 10) | 24 : 35 (13 : 17) |
| HC Vilnius                | 64 : 70   | RK Sloga Doboj            | 32 : 37 (15 : 19) | 32 : 33 (16 : 20) |
| RK Gorenje Velenje        | 65 : 66   | Wacker Thun               | 36 : 33 (13 : 12) | 29 : 33 (16 : 17) |
| Besiktas Istanbul         | 60 : 56   | 1.MHK Košice              | 39 : 28 (20 : 15) | 21 : 28 (10 : 10) |
| SKA Minsk                 | 52 : 54   | US Ivry HB                | 26 : 28 (15 : 13) | 26 : 26 (13 : 14) |
| HB Esch                   | 57 : 70   | Dinamo Bukarest           | 30 : 34 (13 : 17) | 27 : 36 (10 : 21) |
| RK Partizan Belgrad       | 73 : 58   | Aon Fivers WAT Margareten | 37 : 25 (20 : 15) | 36 : 33 (17 : 17) |

* ZTR Zaporozhye qualifizierte sich aufgrund der Auswärtstorregel für die nächste Runde.

## 3. Runde
Es nahmen die 13 Sieger der 2. Runde und weiter 3 Teams, die sich vorher für den Wettbewerb qualifiziert haben, teil.

Die Hinspiele fanden am 3./4./5./11. November 2006 statt. Die Rückspiele fanden am 4./11./12. November 2006 statt.
|                           | Gesamt  |                           | Hinspiel          | Rückspiel         |
| ------------------------- | ------- | ------------------------- | ----------------- | ----------------- |
| Besiktas Istanbul         | 49 : 90 | CBM Ademar León           | 26 : 43 (10 : 18) | 23 : 47 (10 : 21) |
| RK Partizan Belgrad       | 55 : 56 | Wacker Thun               | 25 : 27 (14 : 15) | 30 : 29 (17 : 16) |
| Bologna HB                | 59 : 73 | Haslum HK                 | 31 : 35 (15 : 18) | 28 : 38 (13 : 17) |
| SKIF Krasnodar            | 61 : 60 | RK Slog Doboj             | 33 : 23 (18 : 12) | 28 : 37 (11 : 16) |
| Bjerringbro-Silkeborg A/S | 60 : 50 | RK Agram Medvescak Zagreb | 31 : 20 (16 : 13) | 29 : 30 (13 : 16) |
| US Ivry HB                | 56 : 61 | HC Vardar Skopje          | 36 : 29 (22 : 11) | 20 : 32 (07 : 16) |
| Dinamo Bukarest           | 65 : 56 | Sporting Lissabon         | 35 : 29 (17 : 10) | 30 : 27 (13 : 13) |
| HSV Hamburg               | 55 : 43 | ZTR Zaporozhye            | 31 : 16 (15 : 09) | 24 : 27 (09 : 13) |

## Achtelfinale
Es nahmen die acht Sieger der 3. Runde und die acht Drittplatzierten der Champions-League-Gruppenphase teil.

Die Hinspiele fanden am 2./3./9. Dezember 2006 statt. Die Rückspiele fanden am 9./10. Dezember 2006 statt.
|                           | Gesamt  |                       | Hinspiel          | Rückspiel         |
| ------------------------- | ------- | --------------------- | ----------------- | ----------------- |
| Bjerringbro-Silkeborg A/S | 58 : 50 | Kadetten Schaffhausen | 30 : 20 (19 : 07) | 28 : 30 (14 : 15) |
| HSV Hamburg               | 74 : 50 | Wisla Plock S.A.      | 39 : 26 (19 : 12) | 35 : 24 (16 : 11) |
| HC Vardar Skopje          | 53 : 41 | Panellinios AC Athen  | 28 : 19 (13 : 10) | 25 : 22 (12 : 08) |
| CBM Ademar León           | 72 : 53 | Sandefjord TIF        | 31 : 26 (18 : 15) | 41 : 27 (19 : 15) |
| SKIF Krasnodar            | 50 : 61 | RK Zagreb             | 22 : 25 (11 : 14) | 28 : 36 (15 : 19) |
| HC Portovik Yuzhny        | 58 : 54 | Wacker Thun           | 30 : 30 (16 : 14) | 28 : 24 (15 : 09) |
| RK Bosna Sarajevo         | 71 : 61 | Haslum HK             | 40 : 28 (22 : 12) | 31 : 33 (12 : 13) |
| HCM Constanţa             | 48 : 47 | Dinamo Bukarest       | 31 : 20 (16 : 07) | 17 : 27 (08 : 14) |

## Viertelfinale
Es nahmen die acht Sieger aus dem Achtelfinale teil.

Die Hinspiele fanden am 24./25. Februar 2007 statt. Die Rückspiele fanden am 3./4. März 2007 statt.
| Mannschaft 1              | Mannschaft 2       | Hinspiel             | Rückspiel            | Gesamt  |
| ------------------------- | ------------------ | -------------------- | -------------------- | ------- |
| Bjerringbro-Silkeborg A/S | CBM Ademar León    | 24.02. Sa. 14:15 Uhr | 03.03. Sa. 18:00 Uhr | 57 : 64 |
| Bjerringbro-Silkeborg A/S | CBM Ademar León    | 30 : 36 (17 : 17)    | 27 : 28 (13 : 13)    | 57 : 64 |
| HCM Constanţa             | RK Zagreb          | 25.02. So. 11:00 Uhr | 04.03. So. 17:00 Uhr | 55 : 59 |
| HCM Constanţa             | RK Zagreb          | 26 : 28 (10 : 12)    | 29 : 31 (11 : 18)    | 55 : 59 |
| HC Vardar Skopje          | RK Bosna Sarajevo  | 25.02. So. 18:00 Uhr | 04.03. So. 17:00 Uhr | 56 : 64 |
| HC Vardar Skopje          | RK Bosna Sarajevo  | 32 : 31 (14 : 13)    | 24 : 33 (13 : 18)    | 56 : 64 |
| HSV Hamburg               | HC Portovik Yuzhny | 25.02. So. 16:00 Uhr | 04.03. So. 16:00 Uhr | 82 : 53 |
| HSV Hamburg               | HC Portovik Yuzhny | 48 : 22 (22 : 10)    | 34 : 31 (15 : 17)    | 82 : 53 |

## Halbfinale
Es nahmen die vier Sieger aus dem Viertelfinale teil.

Die Hinspiele fanden am 24./25. März 2007 statt. Die Rückspiele fanden am 31. März und 1. April 2007 statt.
| Mannschaft 1      | Mannschaft 2    | Hinspiel             | Rückspiel            | Gesamt  |
| ----------------- | --------------- | -------------------- | -------------------- | ------- |
| RK Bosna Sarajevo | HSV Hamburg     | 24.03. Sa. 17:00 Uhr | 31.03. Sa. 15:15 Uhr | 48 : 53 |
| RK Bosna Sarajevo | HSV Hamburg     | 20 : 18 (10 : 10)    | 28 : 35 (16 : 18)    | 48 : 53 |
| RK Zagreb         | CBM Ademar León | 25.03. So. 17:00 Uhr | 01.04. So. 17:00 Uhr | 49 : 50 |
| RK Zagreb         | CBM Ademar León | 26 : 20 (12 : 08)    | 23 : 30 (11 : 13)    | 49 : 50 |

## Finale
Es nahmen die zwei Sieger aus dem Halbfinale teil.

Das Hinspiel fand am 22. April 2007 statt. Das Rückspiel fand am 29. April 2007 statt.
| Mannschaft 1 | Mannschaft 2 | Hinspiel             | Rückspiel            | Gesamt   |
| ------------ | ------------ | -------------------- | -------------------- | -------- |
| HSV Hamburg  | Ademar León  | 22.04. So. 15:15 Uhr | 29.04. So. 19:15 Uhr | 61* : 61 |
| HSV Hamburg  | Ademar León  | 28 : 24 (14 : 12)    | 33 : 37 (13 : 16)    | 61* : 61 |

* Aufgrund der mehr erzielten Auswärtstore gewann der HSV Hamburg den Europapokal der Pokalsieger.

### HSV Hamburg – Ademar León28: 24 (14: 12)
22. April 2007 in Hamburg, Color Line Arena, 8.800 Zuschauer.
Die Gastgeber erwischten zwar einen Blitzstart und führten schnell, brachten sich aber in der Folgezeit durch zahlreiche überhastet abgeschlossene Angriffsaktionen immer wieder selbst in Schwierigkeiten. Zudem kombinierte der ehemalige spanische Meister sehr flüssig. Dass es am Ende zum Sieg reichte, hatte der HSV seinen Torhüter Per Sandström zu verdanken, der unter anderem drei Siebenmeter hielt.
HSV Hamburg: Stojanović, Sandström – Yoon (10), Hens  (6), Flohr  (3), B. Gille   (3), G. Gille  (2), Jansen  (2), Souza  (1), Schröder   (1), Knorr     , Lavrov, K. Lijewski, Pungartnik
Ademar León: Šarić, Alilović – Perales Perez (7), Entrerríos Rodríguez (5), Jakobsen (5), Castresana del Pozo    (2), Garralda Larumbe  (2), Martins da Costa (2), Straňovský (1), Aguinagalde Akizu, Kriwoschlykow, Morros de Argila  , Sigurðsson , Urdiales Marquez
Schiedsrichter:  Slobodan Visekruna & Zoran Stanojevic
Quelle: Spielbericht

### Ademar León – HSV Hamburg37: 33 (16: 13)
29. April 2007 in León, Palacio Municipal, 6.000 Zuschauer, [ Spielbericht]
León ging schnell mit drei Treffern in Führung, doch angeführt vom starken Torsten Jansen kämpfte sich Hamburg zurück. Bis zur Pause häuften sich jedoch die technischen Fehler und der Gastgeber zog wieder davon. Die letzten zehn Minuten waren für beide Teams nur noch Kampf, und der HSV hatte schließlich das bessere Ende für sich, als der überragende Kyung-Shin Yoon nur Sekunden vor der Schlusssirene den Vier-Tore-Vorsprung herstellte.
Ademar León: Šarić, Alilović – Jakobsen (8), Straňovský (5), Entrerríos Rodríguez  (4), Kriwoschlykow  (4), Perales Perez (4), Castresana del Pozo  (3), Garralda Larumbe (3), Martins da Costa  (2), Morros de Argila   (2), Aguinagalde Akizu  (1), Urdiales Marquez (1), Sigurðsson 
HSV Hamburg: Stojanović, Sandström – Yoon (10), B. Gille   (8), Hens (4), Schröder  (4), G. Gille   (3), Jansen   (3), K. Lijewski (1), Souza, Flohr , Knorr , Lavrov, Pungartnik
Schiedsrichter:  Henrik La Cour Laursen & Jens Carl Nielsen
Quelle: Spielbericht